# Алхан-Калинское сельское поселение
Алхан-Калинское се́льское поселе́ние — муниципальное образование в Грозненском районе Чечни Российской Федерации.
Административный центр — село Алхан-Кала.

## История
Статус и границы сельского поселения установлены Законом Чеченской Республики от 20 февраля 2009 года № 12-РЗ «Об образовании муниципального образования Грозненский район и муниципальных образований, входящих в его состав, установлении их границ и наделении их соответствующим статусом муниципального района и сельского поселения».

## Население
| 2010    | 2012    | 2013    | 2014    | 2015    | 2016    | 2017    |
| ------- | ------- | ------- | ------- | ------- | ------- | ------- |
| 11 415  | ↗11 561 | ↘11 535 | ↘11 526 | ↗11 656 | ↗11 814 | ↗11 924 |
| 2018    | 2019    | 2020    | 2021    | 2023    | 2024    |         |
| ↗12 110 | ↗12 176 | ↗12 340 | ↗14 423 | ↗14 523 | ↗14 574 |         |

## Состав сельского поселения
| № | Населённый пункт | Тип населённого пункта       | Население |
| - | ---------------- | ---------------------------- | --------- |
| 1 | Алхан-Кала       | село, административный центр | ↗14 574   |